# Evarcha fasciata
Evarcha fasciata är en spindelart som beskrevs av Seo 1992. Evarcha fasciata ingår i släktet Evarcha och familjen hoppspindlar. Inga underarter finns listade i Catalogue of Life.